# Valpovo
Valpovo est une ville et une municipalité située en Slavonie, dans le comitat d'Osijek-Baranja, en Croatie. Au recensement de 2001, la municipalité comptait 12 327 habitants, dont 96,18 % de Croates et la ville seule comptait 7 904 habitants.

## Histoire
Les découvertes archéologiques montrent que la région de Valpovo était déjà habitée à l'ère néolithique. 
On pense que la ville de Valpovo se trouve à proximité de l'ancienne garnison romaine de Iovallium, établie au IIIe siècle sur la route Petovio (Ptuj)-Mursa (Osijek). C'est de 1332 que date la première mention écrite de Valpovo, et une source de 1438 évoque la forteresse sous l'appellation de « castrum i oppidum Walpo », appartenant à une famille Morović. Ce qui reste de cette fortification se trouve aujourd'hui enterré dans la propriété du Château-musée de Prandau-Normann.
En 1433, Valpovo obtient le statut de ville.
Conquise par Soliman le Magnifique le 23 juin 1543, Valpovo restera aux mains des Ottomans jusqu'à ce que Muharrem, le commandant de la garnison, la remette le 30 septembre 1687 aux armées des Habsbourg. La cour de Vienne en confie l'administration à une Compagnie à charte, puis en 1721, l'empereur Charles VI attribue le domaine à la famille Hilleprand de Prandau qui dominera la ville jusqu'en 1885. Après la mort du dernier héritier mâle, c'est le comte Normann qui administre le domaine, jusqu'à la déportation des 1 000 Allemands de la municipalité par les communistes en 1944. 
L'Église Sainte-Marie a été construite en 1727, et le château du Baron Prandau en 1801.
En 1809, la localité obtient le statut de « Bourg ».
En 1919, le traité de Trianon la livre, avec l'ensemble du comitat de Virovitica (Verőce en hongrois), au royaume des Serbes, Croates et Slovènes. En 1929 celui-ci devient la Yougoslavie et en octobre 1991, la Croatie dont la Slavonie fait partie proclame son indépendance.
De 1945 à 1946, le régime titiste a tenu à Valpovo un camp d'internement pour les Allemands.

## Localités
La municipalité de Valpovo compte 8 localités : 
- Harkanovci
- Ivanovci
- Ladimirevci
- Marjančaci
- Nard
- Šag
- Valpovo
- Zelčin